# Richard Gustavo Núñez
Richard Gustavo Núñez (Montevideo, Uruguay; 25 de octubre de 1997) es un futbolista uruguayo. Juega de volante y su equipo actual es Fénix, de la Segunda División Profesional de Uruguay.

## Carrera

### Cerro
Núñez se probó en Liverpool y Peñarol, pero no tuvo suerte. Finalmente, se incorporó a las divisiones inferiores de Cerro y debutó como profesional el 21 de julio de 2018, ingresando a los 42 minutos del segundo tiempo por Nicolás González, en el empate 1-1 contra Liverpool.
Al año siguiente jugó sus primeros partidos internacionales: el primero ante la Universidad Técnica de Cajamarca de Perú, mientras que el segundo se enfrentó a Montevideo Wanderers. Ambos por Copa Sudamericana.

### Fénix
En 2020 se convirtió en refuerzo de Fénix. Debutó en el Albivioleta el 20 de agosto, en el empate a 2 contra su ex equipo, Cerro. Ingresó a los 28 minutos del segundo tiempo por Julio Recoba.

### Quilmes
Su primera experiencia en el exterior llegó en 2022, cuando se convirtió en refuerzo de Quilmes, equipo de la segunda categoría del fútbol argentino.

## Estadísticas

### Clubes
- Actualizado hasta el 20 de julio de 2025.

| Cerro · Uruguay | 1.ª                 | 2018                | 2   | 0 | - | - | 0 | 0 | 2   | 0 | 0    |
| Cerro · Uruguay | 1.ª                 | 2019                | 12  | 0 | - | - | 2 | 0 | 14  | 0 | 0    |
| Cerro · Uruguay | Total club          | Total club          | 14  | 0 | - | - | 2 | 0 | 16  | 0 | 0    |
| Fénix · Uruguay | 1.ª                 | 2020                | 11  | 0 | - | - | 0 | 0 | 11  | 0 | 0    |
| Fénix · Uruguay | 1.ª                 | 2021                | 21  | 0 | - | - | 1 | 0 | 22  | 0 | 0    |
| Fénix · Uruguay | 1.ª                 | 2023                | 21  | 1 | 0 | 0 | - | - | 21  | 1 | 0.05 |
| Fénix · Uruguay | 2.ª                 | 2025                | 1   | 0 | 0 | 0 | - | - | 1   | 0 | 0    |
| Fénix · Uruguay | Total club          | Total club          | 54  | 1 | 0 | 0 | 1 | 0 | 55  | 1 | 0.02 |
| Quilmes Argentina | 2.ª                 | 2022                | 12  | 0 | 1 | 0 | - | - | 13  | 0 | 0    |
| Quilmes Argentina | Total club          | Total club          | 12  | 0 | 1 | 0 | - | - | 13  | 0 | 0    |
| Cerro Largo · Uruguay | 1.ª                 | 2022                | 9   | 0 | 2 | 0 | - | - | 11  | 0 | 0    |
| Cerro Largo · Uruguay | Total club          | Total club          | 9   | 0 | 2 | 0 | - | - | 11  | 0 | 0    |
| Danubio · Uruguay | 1.ª                 | 2024                | 12  | 1 | 1 | 0 | - | - | 13  | 1 | 0.08 |
| Danubio · Uruguay | Total club          | Total club          | 12  | 1 | 1 | 0 | - | - | 13  | 1 | 0.08 |
| Rentistas · Uruguay | 2.ª                 | 2025                | 2   | 0 | 0 | 0 | - | - | 2   | 0 | 0    |
| Rentistas · Uruguay | Total club          | Total club          | 2   | 0 | 0 | 0 | - | - | 2   | 0 | 0    |
| Total en su carrera | Total en su carrera | Total en su carrera | 103 | 2 | 4 | 0 | 3 | 0 | 110 | 2 | 0.02 |
| (1) Las copas nacionales se refiere a la Copa Argentina y a la Copa AUF Uruguay. (2) Las copas internacionales se refiere a la Copa Libertadores y a la Copa Sudamericana. (3) Media de goles por encuentro. No incluye goles en partidos amistosos. |                     |                     |     |   |   |   |   |   |     |   |      |